# Nebrioporus baeticus
Nebrioporus baeticus är en skalbaggsart som först beskrevs av Hermann Rudolph Schaum 1864.  Nebrioporus baeticus ingår i släktet Nebrioporus och familjen dykare. Inga underarter finns listade i Catalogue of Life.